# 진천천
진천천(辰泉川)은 대구광역시 달서구의 남서단에 위치한 하천이다. 앞산에서 발원해 상화로의 중앙을 통과 한 뒤, 유천네거리에서 갈라져 나와 낙동강에 합류한다. 진천동의 지명은 진천천에서 유래되었다. 주요 지류로는 대명동의 유래가 되는 대명천이 있다.